# 観音寺 (戸田市)
観音寺（かんのんじ）は、埼玉県戸田市にある真言宗智山派の寺院。

## 歴史
1383年（永徳3年）、桃井播磨守（桃井直常か？）の開基である。桃井播磨守は戸田城の城主であり、娘の病気の平癒を観音菩薩に祈っていた。その甲斐あって、娘は無事に治癒することができた。桃井播磨守は、これに感謝し、観音菩薩を本尊とする寺を創建することになった。
なお『新編武蔵風土記稿』によれば、1598年（慶長3年）寂の亮誉が開山で、1640年（寛永17年）没の庄和泉守秀永が中興開基としている。
かつては、金剛院・多福院・薬王院・常楽院・福寿院・地蔵院・正蔵院・長泉寺の8か寺を末寺として擁していたが、現在は金剛院と多福院しか残っていない。
1955年（昭和30年）頃まで大般若経の転読が行われていたが、現在は廃れている。

## 文化財
- 建長の板碑1基（戸田市指定文化財 昭和44年4月10日指定）[3]
- 文禄の石灯籠2基（戸田市指定文化財 昭和44年4月10日指定）[4]
- 観音寺千体仏（戸田市指定文化財 昭和49年3月30日指定）[5]
- 文正の板碑1基（戸田市指定文化財 昭和54年4月1日指定）[6]

## 交通アクセス
- 戸田駅より徒歩12分。

## 関連文献
- 「新曾村 観音寺」『新編武蔵風土記稿』 巻ノ141足立郡ノ7、内務省地理局、1884年6月。NDLJP:763998/21。